# پوروا
پوروا، روستایی است از توابع بخش هزارجریب شهرستان نکا در استان مازندران ایران.
بعد از سه راه بندبن (سه راهی که مسیر بین دهستان استخرپشت و دهستان زارم‌رود را جدا می‌کند)، اولین منطقه‌ای که چشم هر مسافری به سمتش خیره می‌شود، منطقه زیبا و چشم‌نواز «پوروا» است.
این منطقه در پای کوه ۸۵۰ متری پوروا واقع شده، که شامل سه روستای ملاخیل، صفرمیان و پوروا بوده که به صورت سه رأس یه مثلث به فاصله تقریبی ۴ کیلومتر از همدیگر قرار گرفته‌اند.
آنطور که در نقشه جغرافیایی مشاهده می‌شود، این سه روستا نسبت به سایر روستاهای منطقه فاصلهٔ بیشتری دارند، که این فاصله را انبوهی از بهترین و زیباترین نوع جنگل‌های استان (میان‌بند) تشکیل می‌دهد. وجود درختانی به طول ده‌ها متر و دره‌های عمیق و پوشیده از جنگل و چشمه‌های جنگلی با آب گوارا و خنک، آبشارهای متعدد و زیبا و نیز اماکن زیارتی مانند امامزاده زین‌العابدین در روستای ملاخیل و امامزاده زبیده در روستای صفرمیان، آرامش روحی خاصی به گردشگران می‌دهد.
قله ۸۵۰ متری کوه پوروا، به همه مناطق و آبادی‌های اطراف، از جمله مناظر روستاهای دهستان پی‌رجه در بخش مرکزی مانند گلورد، کنت، خرم‌چماز و سایر روستاها احاطه داشته و چشم‌اندازهای زیبایی دارد.
در فاصله روستای پوروا و روستاهای خرج‌چماز و بندبنی از توابع دهستان پی‌رجه بخش مرکزی، جنگل‌های بکر و رؤیایی، چشمه‌های زیبا و آبشارهای دیدنی بسیار ستودنی است. از جمله می‌توان به آبشار سرکن، آبشار چلم‌رز، علی‌کولا چشمه، چشمه گدموزی و … اشاره کرد که در محیط زیبای جنگلی واقع شده و جذابیت خاصی را داراست.

## جمعیت
این روستا در دهستان زارم رود قرار دارد و بر اساس سرشماری مرکز آمار ایران در سال ۱۳۸۵، جمعیت آن ۴۱۵ نفر (۱۱۴خانوار) بوده‌است.